# Gregorio Gavier
Gregorio Ignacio Gavier (Córdoba, 31 de julio de 1838 - Buenos Aires, 21 de octubre de 1886) fue un político argentino liberal, que llegó a ser gobernador de la provincia de Córdoba y senador nacional. Su mujer, Florinda de Allende Díaz, era prima hermana de Clara Funes Díaz, casada con Julio A. Roca y de Elisa Funes Díaz, hermana de Clara, casada con Miguel Juárez Celman.

## Gobernación de Córdoba
El 17 de mayo de 1883, el doctor Miguel Juárez Celman le entregó el mando a Gregorio Ignacio Gaver, siendo el exmandatario designado senador nacional como era de práctica.
Se establecieron nuevos impuestos sobre el título y se dispuso que el pago del impuesto referido a los bienes se efectuaría sobre la base de la tasación de agentes estatales, a diferencia de lo que se venía realizando hasta ese momento, en que la valuación la hacían los propietarios.

### Obras
En octubre de 1883 se fijaron los límites de los departamentos cordobeses y se establecieron los respectivos registros civiles. Algunos sectores de la economía provincial crecían al amparo del ferrocarril, del comercio internacional y de las obras públicas, como las exportaciones de alfalfa al Brasil y la explotación de las caleras.[cita requerida]
Otro de los grandes adelantos arribados a Córdoba durante el gobierno de Gavier fue el teléfono. Las compañías privadas se instalaron en 1883, siendo la primera la de Francisco y José María Olmedo, a la que le siguieron las de Juan Otero Sánchez y Pedro López, y la Mediterránea. Estas empresas también incrementaron el tendido de líneas telegráficas, cuya red alcanzaba en 1885 los 400 km de extensión en territorio cordobés.
Durante su gobierno promovió una fuerte política anticatólica, llegando a prohibir la movilización de católicos en ceremonias religiosas.

### Nuevos gobiernos
La hegemonía del Partido Autonomista Nacional era total, más allá de los enfrentamientos con el catolicismo. Las ideas renovadoras y el progreso alcanzado[cita requerida] por la oligarquía dominante eran superiores a las críticas y acusaciones de corrupción, endeudamiento, manipulaciones electorales, materialismo y ateísmo.
Pero no todo era lecho de rosas en el partido del gobierno. Más allá de ser concuñados, la relación entre el presidente Julio A. Roca y el senador nacional Miguel Juárez Celman había comenzado a deteriorarse.
En 1886 vencían los mandatos del presidente Roca y del gobernador cordobés Gaver. Si bien Roca sostuvo la candidatura para presidente de Miguel Juárez Celman, el exmandatario cordobés apoyaba a su hermano Marcos N. Juárez para suceder a Gaver. Sin embargo, el presidente Roca impuso en Córdoba la fórmula Ambrosio Olmos-José Echenique, la que resultó consagrada por el Colegio Electoral reunido el 17 de enero de 1886. En el ámbito nacional, la dupla Miguel Juárez Celman-Carlos Pellegrini triunfaba el 11 de abril de aquel año sobre una coalición de partidos.